# Francis Keller
Pour les personnes ayant le même patronyme, voir Keller.
 (juin 2009).
Si vous disposez d'ouvrages ou d'articles de référence ou si vous connaissez des sites web de qualité traitant du thème abordé ici, merci de compléter l'article en donnant les références utiles à sa vérifiabilité et en les liant à la section « Notes et références ».
Francis Keller, né le 13 mars 1961 à Colmar et mort à Strasbourg le 29 juillet 2011, est un dessinateur, auteur de bandes dessinées, illustrateur et peintre.

## Biographie
À dix ans, Francis Keller découvre la bande dessinée à travers les petits formats (Zembla, Blek le roc, Kiwi) qu'il met en rayon dans l'épicerie que tiennent ses parents. Plus tard, il repère Philippe Druillet.
Il suit une formation de typographe aux Arts appliqués qui lui apprend la rigueur et l'application, puis une formation de trois ans aux Arts Décoratifs de Strasbourg.
En 1987, il signe sa première bande dessinée en tant que scénariste et dessinateur, L'Enfer du tromé, puis il enchaîne en qualité de dessinateur sur une série de 6 bandes dessinées: Les aventures de Martin Lohrer, (dessins Francis Keller/scénario Jean-Marc Thiébaut) qui retrace l'histoire d'un certain Martin Lohrer à travers l'Alsace pendant la Renaissance.
Explorant d'autres supports, il réalise ensuite des séries de toiles ayant pour thèmes Les Mégalithes, Les Forêts, La série Abstract et il participe à de nombreuses expositions de groupe et individuelles.
Il travaille simultanément dans la publicité, la réalisation de fresques murales et de décorations de lieux privés et publics, dans la création de storyboards et enfin l'illustration de bandes dessinées (historiques, road movies)et de livres pour enfants.
Passionné de musique rock et électro, Francis Keller compose ses musiques et écrit ses textes. Il a notamment formé les groupes Non coupable et Lucky Nelson (première partie de Khaled à la foire aux vins de Colmar en 1996 avec le groupe Lucky Nelson). Il participe à des festivals et donne de nombreux concerts.

## Publications

### Bandes dessinées
- L'Enfer du tromé, Philippe Renaux Éditeur, 1987  (ISBN 2-906765-00-7).
- Une aventure de Martin Lohrer (dessin), avec Jean-Marc Thiebaut (scénario), Roser :

1. L'Or des Unterlinden, 1991. Prix "spécial coup de cœur" Festival BD-ciné ILLZACH 1991.
2. Noël à Kaysersberg, 1993.
3. Le Hanap d'argent, 1995.
4. Le Testament d'Erasmus, 1996  (ISBN 2-911901-07-X).
5. Éclipse au Hohlandsbourg, 1998  (ISBN 2-911901-12-6).

- Le Siècle sans fin, Demgé Productions, 2000  (ISBN 2-914400-02-0).
- Voyage vers Léon IX : le lion de pierre, Éditions du Signe, 2001  (ISBN 2-7468-0320-8). Prix international de la bande dessinée chrétienne francophone au festival d'Angoulême 2003.
- La Mémoire retrouvée, 2002  (ISBN 2-7468-0752-1)
- Trois Martyrs dans la tourmente des Balkans, Éditions du Signe, 2002  (ISBN 2746807521).
- Saint Nicolas de l'Orient à l'Occident, Éditions du Signe, 2003  (ISBN 2746812487).
- Des monuments et des hommes, Éditions du Signe :

1. Le Roman de la tour Eiffel (dessin), avec Serge Saint-Michel (scénario), 2004  (ISBN 9782746813649).
2. Notre-Dame de Strasbourg : Une cathédrale à travers les siècles (dessin), avec Thierry Wintzner (scéario), 2005  (ISBN 2-7468-1363-7).

- Participation à Mulhouse : Le Grand Héritage, l'Ami hebdo, 2007.
- Cette histoire qui a fait l’Alsace, Éditions du Signe]:

2. Alesacios de 400 à 833, 2009  (ISBN 978-2-7468-2247-4).
4. Le Temps de Staufen de 1125 à 1268, 2010  (ISBN 978-2-7468-2215-3).
7. De l'aigle aux lys de 1605 à 1697, 2010  (ISBN 978-2-7468-2558-1)
9. Allons enfants… de 1793 à 1815, 2011  (ISBN 2746826658). Francis Keller est décédé brutalement en travaillant sur la planche 20 de ce tome 9.

### Livres pour enfants
Série Lili et Boule de gomme aux Éditions S.A.E.P
- 1990 : À la campagne
- 1991 : Le Trésor de la princesse  (ISBN 2-7372-7082-0)
- 1991 : Le Phare des sirènes  (ISBN 2-7372-7132-0)

Les Aventures de Clémentine aux Éditions du Lys noir
- 2005 : Clémentine la tortue
- 2006 : Clémentine et le raisin magique
- 2006 : Clémentine à Noirmoutier
- 2007 : Clémentine et le Père Noël
- 2007 : Aux urnes Clémentine

Les Aventures de Moustique aux Éditions du Lys noir
- 2004 : Un ami pour la vie
- 2005 : L'Incroyable Voyage
- 2007 : Moustique à Paris

Éditions Oxymore d'Armainvilliers
- 2007 : Une montgolfière intersidérale
- 2009 : Les Fantaisies de la montgolfière

## Toiles
- Série Forêts (vidéo)
- Série Abstract
- Série Punk